# El hombre sin patria
El hombre sin patria (1922) es una película del cine mudo del director de cine mexicano Miguel Contreras Torres, quien también escribió el guion y la protagonizó. La película, pertenece al género del melodrama ranchero y la película de aventuras, trata sobre un inmigrante mexicano en los Estados Unidos, que finalmente tiene que regresar su país por un crimen que comete en el extranjero. Es la primera película mexicana que trata sobre inmigración a los Estados Unidos.

## Sinopsis
El joven mexicano de clase alta, Rodolfo, tiene que salir de casa después de una pelea con su padre. Deja México y se muda a los Estados Unidos. Cuando ha gastado su dinero, comienza a trabajar en un restaurante y se convierte en miembro de un grupo de trabajadores ferroviarios. En una disputa con su capataz, Rodolfo lo mata, y en la fuga regresa a México, donde rehace su vida.

## Contexto
El hombre sin patria es la primera película mexicana que trata sobre la migración mexicana a los Estados Unidos. Fue producida por Producciones Contreras Torres de Miguel Contreras Torres. La filmación se realizó en locaciones en México y Estados Unidos, incluyendo Ciudad de México, Ciudad Juárez, El Paso y Los Ángeles.

## Reparto[4]
- Miguel Contreras Torres
- Carmen Bonifant
- Irma Domínguez
- Enrique Cantalaúba
- Agustín Carrillo de Albornoz
- Armando López
- Edmundo Espino
- José Horcasitas